# ماكس أزريا
ماكس أزاريا (بالفرنسية: Max Azria)‏(1 يناير 1949 – 6 مايو 2019)، هو مصمم أزياء فرنسي-أمريكي، ومؤسس علامة الملابس النسائية المعاصرة "بي سي بي جي ماكس أزاريا". كان أيضًا المصمم والرئيس التنفيذي ورئيس مجلس إدارة مجموعة "بي سي بي جي ماكس أزاريا"، وهي دار أزياء عالمية تضم أكثر من 20 علامة تجارية. ترك أزاريا شركة "بي سي بي جي" في عام 2016. وقد تقدمت الشركة للإفلاس في عام 2017 وتم بيعها إلى ماركي براندز ومجموعة جلوبال براندز.
لاحقًا، تولى أزاريا منصب الرئيس التنفيذي لشركة "زابلايت".

## أعماله
من أبرز شركات ماكس عزرية، بيت الخياطة العالمي، الذي يضم 22 ماركة عالمية و BCBGMAXAZRIA Group المجموعة الرائدة في صناعة الملابس النسائية الفاخرة ولديها أكثر من 13.500 نقطة بيع حول العالم و 20.000 عامل (عدد العملة المشرفين على نقاط البيع) و أكثر من 1077 متجر في 33 دولة من بينها 161 متجر داخل الولايات المتحدة و بلغ حجم التداول في هذه المؤسسة عام 2013، 2.3 مليار دولار وفي نفس السنة قرّر ماكس عزرية فتح مغازتين في تونس
ارتدى العديد من مشاهير هوليوود و السياسة والفن ملابس من صناعة مجموعة شركات ماكس عزرية أبرزهم: كايت بوسورث، رايتشل بيلسن، كيت وينسليت، شارون ستون، أليشيا كيز، أنجلينا جولي، جينيفر لوبيز، كريستين ستيوارت، هالي بيري، فيرغي، بريتني سبيرز، بليك ليفلي، فيكتوريا بيكام،مايلي سايرس وريانا 

## حياته الخاصة
تزوج ماكس أزاريا مرتين. انفصل عن زوجته الأولى بعد أن أنجب منها ثلاثة أطفال: مايكل جون أزاريا (مواليد 1974)، جويز أزاريا نصير (مواليد 1981)، ومارين أزاريا (مواليد 1984). بعد ذلك، تزوج من لوبيوف أزاريا، المديرة الإبداعية لشركة "بي سي بي جي ماكس أزاريا"، التي وُلدت في أوكرانيا. أنجب الزوجان ثلاثة أطفال: كلوي (مواليد 1993)، نوشي (مواليد 1996)، وأجنيس (مواليد 1997). في عام 2009، تولت ابنته جويز أزاريا منصب المديرة الإبداعية لشركة "بي سي بي Generation". عاش ماكس وعائلته في قصر صممه المعماري بول ويليامز في حي هولمبي هيلز في لوس أنجلوس، وكان القصر مملوكًا سابقًا للكاتب الراحل سيدني شيلدون.

## الجوائز
- عام 1995: California designer of the year
- عام 1996: Atlanta designer of the year
- عام 1998: fashion designers of America CFDA
- عام 2000: otis fashion achievement award
- عام 2004: Hollywood life’s breakthrough award
- عام 2005: Dallas fashion award
- عام 2007: wells fargo century fashion achievement award
- عام 2008: Dallas fashion awards